# 박동량
박동량(朴東亮, 1569년 음력 7월 24일 ~ 1635년)은 조선 중기의 문신이다. 자는 자룡(子龍), 호는 오창(梧窓), 봉주(鳳洲)이며 본관은 반남이다. 정안옹주의 시아버지이자 박세채의 조부이다. 선조가 죽기 전, 영창대군을 부탁한 고명칠신(顧命七臣) 중 한 사람이다.

## 생애
1590년(선조 23년)에 문과에 합격하여 벼슬길에 올랐고 얼마 지나지 않아 임진왜란이 발발하였다. 박동량은 의주에서 이조좌랑에 임명되었고 같은 해에 정5품 정랑으로 승차하였다. 이듬해 선조를 호종한 공로로 젊은 나이에 승정원 승지로 발탁되었는데 낭관에서 당상관으로 뛰어오른 파격적인 인사였기에 사간원에서 외람된 관직 제수라고 간하였으나 선조가 듣지 않았다. 이듬해에는 도승지에 임명되었는데 이때 박동량의 나이가 26세였다. 이에 박동량이 여러 번 상소하여 사직하였고 병조참지 관직을 제수받았다. 1597년 다시 승정원 도승지에 올랐고 이듬해에는 가선 대부(嘉善大夫)에 가자되었는데 이를 두고 사간원 등에서 여러 차례에 거쳐 과분한 보상이라고 간하였고 박동량 본인도 가자를 사양하는 상소를 올렸으나 선조가 윤허하지 않았다. 1600년 사헌부대사헌을 거쳐 이듬해 이조참판에 올랐으며 경기도관찰사, 강원도관찰사 등을 지냈다. 1603년에는 형조참판, 호조참판, 병조참판 등을 지냈고 이듬해 호성공신(扈聖功臣) 2등에 책록되고 금계군(錦溪君)에 봉해졌다. 평안 감사로 재직중에 아들 금양위 박미의 병세가 위중하여 선조가 박동량을 상경하게 하였는데, 사간원 등에서 상경을 철회하거나 체차시킬 것을 간하였으나 선조가 허락하지 않았다.
1611년 부모의 상을 마치고 판의금부사로 관직에 복귀하였는데 1613년 박응서의 사건과 관련해 김제남과 결탁하여 영창대군을 추대하려 했다는 혐의를 받게 되었다. 박동량은 김제남과 사이가 좋지 않았는데 그것을 증명하려다 영창대군의 하인들이 의인왕후의 능에서 저주하는 일을 대대적으로 벌였다고 말했고 이것이 화근이 되어 저주 사건은 인목대비와 김제남의 소행으로 몰렸으며 박동량도 신흠 등과 유배되었다. 인조반정 후 계축옥사의 원인을 제공했다는 이유로 탄핵을 받았으며, 강진에 위리안치되었다. 이후 유배지가 부안을 거쳐 충원(忠原)으로 옮겨졌고 1633년(인조 11년)에 석방되어 고향에서 죽었다. 사후 아들 금양위 박미 등이 박동량의 억울함을 호소하는 글을 올렸고, 인조는 윤방, 김유, 김상용, 오윤겸 등과 의논하여 박동량의 관직을 회복시켰다.

## 평가
실록에서는 박동량을 가리켜 '동량은 재주가 뛰어나고 인품이 너그러워 남을 해치려는 마음을 가진 일이 없었다.'고 기록하고 있다.

## 가족 관계
조선초기에 좌의정을 지낸 금천부원군(錦川府院君) 박은의 후손으로 박조년(朴兆年)의 증손이자 박응복(朴應福)의 아들이며, 반성 부원군(潘城府院君) 박응순(朴應順)의 조카이다. 어머니 임씨는 석천 임억령의 조카딸 증 정경부인 선산 임씨이다. 연암 박지원은 박동량의 6대손이다.
- 할아버지 : 박소(朴紹)
  - 아버지 : 박응복(朴應福)
  - 어머니 : 임구령(林九齡)의 딸 - 선산 임씨, 임억령(林億齡)의 질녀
    - 형님 : 박동열(朴東說)
    - 부인 : 민선(閔善)의 딸 - 여흥 민씨, 이몽량(李夢亮)의 외손녀, 이항복(李恒福)의 질녀
      - 장남 : 박미(朴瀰)
      - 자부 : 정안옹주 - 선조의 서녀
        - 손자 : 박세교(朴世橋)

      - 차남 : 박의(朴倚)
      - 자부 : 신흠(申欽)의 딸
        - 손자 : 박세채(朴世采)

      - 삼남 : 박유(朴濰)
      - 사남 : 박자(朴澬)
      - 장녀 : 이명한(李明漢)에게 출가
      - 차녀 : 홍처심(洪處深)에게 출가
      - 삼녀 : 유성오(柳誠吾)에게 출가

    - 후첩 : 이름모름

## 같이 보기
- 박동량 호성공신교서 - 경기도 유형문화재 제250호
- 박동량 선생 묘 및 신도비 - 시흥시 향토유적 제12호